# Josh Paschal
Joshua Paschal (Washington, 17 dicembre 1999) è un giocatore di football americano statunitense che milita nel ruolo di defensive end per i Detroit Lions della National Football League (NFL).

## Carriera

### Detroit Lions
Al college Paschal giocò a football all'Università del Kentucky dal 2017 al 2021. Fu scelto nel corso del secondo giro (46º assoluto) nel Draft NFL 2022 dai Detroit Lions. Il 23 agosto 2022 fu inserito nella lista degli infortuni non legati al football. Tornò nel roster attivo il 22 ottobre. Nella sua stagione da rookie mise a segno 16 tackle e 2 sack in 9 presenze, di cui 4 come titolare.